# 加羅林 (紐約州)
加羅林（英語：Caroline）是一個位於美國紐約州湯普金斯縣的鎮。

## 人口
根據2020年美國人口普查的數據，加羅林的面積為142.17平方千米，當中陸地面積為141.84平方千米，而水域面積為0.33平方千米。當地共有人口3334人，而人口密度為每平方千米23人。